# Julien Figved
Julien Figved (né le 5 mars 1980) est un joueur français de hockey sur glace.

## Carrière de joueur
Il commence sa carrière en 1998 chez les Diables Rouges de Briançon, son club formateur. Il a ensuite évolué aux Albatros de Brest, aux Ducs d'Angers aux Orques d'Anglet en Ligue Magnus. En 2007-2008, il remporte le titre de Division 1 avec les Bisons de Neuilly-sur-Marne.

### Différentes équipes
- Diables Rouges de Briançon (Division 1) 1998 à 2002
- Diables Rouges de Briançon (Ligue Magnus) 2002-2003
- Albatros de Brest (Ligue Magnus) 2003 à 2004
- ASG Angers (Ligue Magnus) 2004 à 2006
- Anglet (Ligue Magnus) 2006-2007
- Neuilly-sur-Marne (Division 1) 2007 à 2009
- Courbevoie (Division 1) 2009 à 2012

## Carrière internationale
Il a représenté l'Équipe de France de hockey sur glace aux mondiaux juniors Groupe B en 2000.